# Кубок Кіпру з футболу 1999—2000
Кубок Кіпру з футболу 1999–2000 — 58-й розіграш кубкового футбольного турніру на Кіпрі. Титул водинадцяте здобула Омонія (Нікосія).

## Календар
| Раунд            | Дата                                                | Матчі | Клуби   |
| ---------------- | --------------------------------------------------- | ----- | ------- |
| Попередній раунд | 10 листопада 1999, 17 листопада 1999 (перегравання) | 18+1  | 50 → 32 |
| 1/16 фіналу      | 24 листопада - 1 грудня 1999                        | 16    | 32 → 16 |
| 1/8 фіналу       | 11 грудня 1999/5 січня 2000                         | 16    | 16 → 8  |
| 1/4 фіналу       | 19 лютого/11 березня 2000                           | 8     | 8 → 4   |
| 1/2 фіналу       | 29 березня/12 квітня 2000                           | 4     | 4 → 2   |
| Фінал            | 13 травня 2000                                      | 1     | 2 → 1   |

## 1/16 фіналу
| Команда 1               | Рахунок | Команда 2               |
| ----------------------- | ------- | ----------------------- |
| 24 листопада 1999       |         |                         |
| АЕЗ Закакіу (2)         | 2:1 дч  | Анагеннісі (Дерінья)    |
| Акрітас (Хлоракас) (3)  | 0:4     | Олімпіакос (Нікосія)    |
| АПЕП (2)                | 2:4     | Етнікос (Ассія)         |
| АПОП                    | 1:0     | Ахиронас (Ліопетрі) (3) |
| АСІЛ (3)                | 0:3     | АПОЕЛ                   |
| Енозіс Неон (Паралімні) | 3:0     | Ая-Напа (3)             |
| Ерміс (2)               | 0:5     | Анортосіс               |
| Етнікос (Ахна)          | 2:0     | Докса Катокопіас (2)    |
| Іракліс (Геролакку) (2) | 1:3     | Алкі                    |
| Кінирас Емпас (3)       | 0:3     | АЕК (Ларнака)           |
| МЕАП (4)                | 1:3     | АЕЛ                     |
| Неа Саламіна Фамагуста  | 3:1     | Дігеніс Акрітас (2)     |
| Омонія (Нікосія)        | 6:0     | АМЕП (4)                |
| Онісілос (2)            | 2:1     | АЕК/Ахіллес (2)         |
| ПЕФО (4)                | 0:8     | Аполлон                 |
| 1 грудня 1999           |         |                         |
| Евагорас Пафос (2)      | 1:3     | Аріс                    |

## 1/8 фіналу
| Команда 1                   | Заг.    | Команда 2               | 1-й матч | 2-й матч |
| --------------------------- | ------- | ----------------------- | -------- | -------- |
| 11 грудня 1999/5 січня 2000 |         |                         |          |          |
| АЕК (Ларнака)               | 2:1     | Неа Саламіна Фамагуста  | 2:0      | 0:1      |
| Алкі                        | 2:3     | Етнікос (Ахна)          | 1:1      | 1:2      |
| Анортосіс                   | 8:1     | Енозіс Неон (Паралімні) | 3:0      | 5:1      |
| Аполлон                     | 5:6     | АПОЕЛ                   | 2:4      | 3:2      |
| Аріс                        | 2:5     | Етнікос (Ассія)         | 1:3      | 1:2      |
| Олімпіакос (Нікосія)        | 1:1 (ч) | АЕЛ                     | 1:1      | 0:0      |
| Омонія (Нікосія)            | 7:0     | АЕЗ Закакіу (2)         | 3:0      | 4:0      |
| Онісілос (2)                | 2:5     | АПОП                    | 1:1      | 1:4      |

## 1/4 фіналу
| Команда 1                 | Заг. | Команда 2       | 1-й матч | 2-й матч |
| ------------------------- | ---- | --------------- | -------- | -------- |
| 19 лютого/11 березня 2000 |      |                 |          |          |
| АЕК (Ларнака)             | 4:1  | Етнікос (Ассія) | 2:0      | 2:1      |
| АПОЕЛ                     | 9:1  | АПОП            | 3:0      | 6:1      |
| Етнікос (Ахна)            | 1:5  | АЕЛ             | 1:2      | 0:3      |
| Омонія (Нікосія)          | 2:0  | Анортосіс       | 2:0      | 0:0      |

## 1/2 фіналу
| Команда 1                 | Заг. | Команда 2     | 1-й матч | 2-й матч |
| ------------------------- | ---- | ------------- | -------- | -------- |
| 29 березня/12 квітня 2000 |      |               |          |          |
| АПОЕЛ                     | 2:0  | АЕК (Ларнака) | 0:0      | 2:0      |
| Омонія (Нікосія)          | 7:1  | АЕЛ           | 3:0      | 4:1      |

## Фінал
| 13 травня 2000 |

| Омонія (Нікосія)                             | 4:2      | АПОЕЛ                       |
| -------------------------------------------- | -------- | --------------------------- |
| Михайлович 36', 88' (пен.) Рауфманн 43', 62' | Протокол | Ясумі 64' (пен.) Орещук 85' |

| ГСП, Нікосія Глядачів: 23 000 Арбітр: Луїс Луїзу |